# BARTOC
El Basic Register of Thesauri, Ontologies & Classifications (BARTOC), en español, Registro básico de tesauros, ontologías y clasificaciones, es una base de datos de vocabularios controlados. Su principal objetivo es documentar en un mismo lugar y con intención exhaustiva, todo tipo de sistemas de organización del conocimiento (KOS), como por ejemplo sistemas de clasificación, tesauros y catálogos de autoridades con el fin de conseguir una mayor visibilidad, resaltar sus características, hacerlos consultables y comparables, y favorecer el intercambio de conocimiento. A diferencia de otros registros de terminología, BARTOC incluye cualquier tipo de KOS de cualquier área temática, en cualquier idioma, formado de publicación y cualquier forma de accesibilidad. Además, recoge una lista de otros registros de terminología.
La creación de BARTOC se enmarca en dos ámbitos de la biblioteconomía y documentación: la elaboración de bibliografías y la enseñanza de la alfabetización informacional. Desde su lanzamiento en noviembre de 2013, BARTOC ha recopilado información sobre unos 3.500 vocabularios controlados y casi 100 repertorios de terminología. Cerca de 500 de los vocabularios inventariados contienen el español. Un estudio comparativo de registros de terminología confirmó que BARTOC contenía "una cantidad relativamente suficiente de metadatos". Su contenido está disponible en acceso abierto.
El mantenimiento de BARTOC lo lleva a cabo un equipo internacional de editores, de una docena de países de todo el mundo. BARTOC ha sido reconocido por la International Society for Knowledge Organization (ISKO).
En noviembre de 2020, la base de datos de BARTOC se trasladó de Drupal en la Biblioteca Universitaria de Basilea a una nueva infraestructura tecnológica desarrollada con el proyecto cuele-conc. Desde entonces, BARTOC se encuentra alojado a la Common Library Network (GBV) de Göttingen.